# Arroyo Botijas
El arroyo Botijas nace en Las Madres, en el término de Cuevas de Provanco (provincia de Segovia), pasa por Cuevas, Castrillo de Duero, Olmos de Peñafiel, Mélida y Peñafiel, desembocando en el río Duero por la Huerta del Coronel. Tiene un buen caudal en invierno, aunque en la época de regadío disminuye.
En Cuevas de Provanco el arroyo emerge en una turbera. En la década de 1950 se formó una Comunidad de Regantes canalizando una parte de las aguas del Botijas. 
A su paso por Castrillo se remansa y se llena de pecina, de ahí el nombre de empecinados de los habitantes de Castrillo de Duero, cuyo hijo más famoso fue Juan Martín Díez, El Empecinado. En tiempos pasados impulsó un molino.
En Olmos de Peñafiel, vuelve a impulsar otro pequeño molino en el que alrededor del año 2000 se ha creado el Museo del Pan y la Miel. 
A su paso por el arrabal de Mélida riega o regaba una pequeña pero fértil vega. En la margen derecha del Botijas, donde existió una finca con caserío, habitada en los años 1950, se ha plantado una buena viña y se erigió una de las bodegas de más prestigio de la Ribera del Duero: Pago de Carraovejas. 
Un pequeño embalse permitía en los primeros años del siglo XX el riego de la Huerta del Coronel, pequeña finca que atraviesa el Botijas antes de desembocar en el Duero.
- Datos: Q6114891